# Megachile ghillianii
Megachile ghillianii là một loài Hymenoptera trong họ Megachilidae. Loài này được Spinola mô tả khoa học năm 1843.